# Berjoska

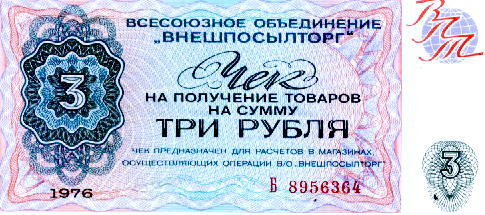
WneschPossylTorg-Scheck über drei Rubel

Berjoska (russisch Берёзка „Birklein“, nach dem russischen Nationalbaum; offiziell verwendete Transkription in Lateinschrift Beriozka) waren Einzelhandelsgeschäfte in der Russischen SFSR, die ab 1964 gegen Valuta Artikel an Ausländer oder unter strikten Voraussetzungen an bestimmte Gruppen sowjetischer Bürger verkaufte. Außerhalb dieser Geschäfte war das Angebot in der Sowjetunion entweder nicht erhältlich oder sehr teuer.
Vorläufer der Berjoska-Geschäfte waren die Torgsin in den 1930er Jahren und die sehr ineffizienten WneschPossylTorg-Abteilungen der staatlichen Warenhäuser in vielen sowjetischen Großstädten, die nach dem Vorbild des Moskauer Warenhauses GUM organisiert waren. Gegen Valuta konnte man dort Waren per Post bestellen.
Die Handelskette WneschPossylTorg existierte speziell für Sowjetbürger, die einen Teil ihres Gehalts in Fremdwährungen erhielten. Sie wurden genötigt diese gegen Rubel-Schecks einzutauschen, um dort Waren kaufen zu können.
Die Berjoska-Geschäftskette vertrieb dieselben Artikel gegen Valuta und sogenannte „D-Serien-Schecks“ der Wneschtorgbank. In anderen Unionsrepubliken gab es ebenfalls Geschäfte dieser Kette, die jedoch gewöhnlich nach dem jeweiligen „nationalen Baum“ oder anderem Symbol benannt waren, so Kaschtan („Kastanie“) in der Ukrainischen, Tschinara („Platane“) in der Aserbaidschanischen, Dzintars („Bernstein“) in der Lettischen SSR etc. Die Läden durften theoretisch nur von Ausländern (und bestimmten sowjetischen Bürgern, wie hohen Parteimitgliedern oder auch nicht der Partei angehörenden sowjetischen Staatsbürgern, die im Ausland langfristig beruflich tätig waren) betreten werden, da der private Besitz von ausländischen, konvertierbaren Währungen verboten war. In den letzten Jahren des Bestehens der Sowjetunion und damit der Berjoska-Geschäfte wurden diese Einschränkungen jedoch zunehmend locker gehandhabt.
Daneben bestanden in sowjetischen Hafenstädten Albatros-Geschäfte für heimkehrende Seeleute, deren Waren gegen TorgMorTrans-Schecks, ausgegeben vom Marineamt gegen Heuer in konvertierbarer Fremdwährung, abgegeben wurden.
Nachdem Anfang der 1990er Jahre der Rubel konvertierbar wurde, waren die Berjoska-Geschäfte obsolet. Sie wurden privatisiert und meldeten später vielfach Konkurs an.